# Sarah Bolger
Sarah Bolger (Dublin, 28 februari 1991) is een Iers actrice bekend van onder meer de films Stormbreaker uit 2006 en The Spiderwick Chronicles uit 2008 en de serie The Tudors.

## Biografie
Bolger is geboren en opgegroeid in de Ierse hoofdstad. Haar jongere zus Emma Bolger is eveneens actrice. Ze begon reeds op jonge leeftijd te acteren. Zo was ze in 1999 te zien in de Ierse film A Love Divided en de televisiefilm A Secret Affair. Haar doorbraak kwam met het drama In America, waarin zij en haar jongere zus een bijrol speelden. De rol leverde verscheidene nominaties voor filmprijzen op. Ze was vervolgens te zien in jeugdfilms als Stormbreaker uit 2006 en The Spiderwick Chronicles uit 2008. Van 2008 tot 2010 verscheen ze in een bijrol in de Britse historische dramareeks The Tudors. Voor die rol won ze in 2010 een prijs op de Irish Film & Television Awards.
Ze speelde de rol van Aurora in de ABC serie Once Upon a Time. Ook was ze te zien als Jade in de serie Into the Badlands van AMC.
- Bibliothèque nationale de France: cb145890759 (data)
- Gemeinsame Normdatei: 1061395510
- International Standard Name Identifier: 0000 0001 1444 2756
- Library of Congress Control Number: no2005028317
- MusicBrainz: a5f51310-2e51-48ff-b54b-3b0d81bfda38
- Système universitaire de documentation: 165983477
- Virtual International Authority File: 179149066344565600094